# Diósd
Diósd – miasto na Węgrzech, w komitacie Pest, pomiędzy Budapesztem a Érd. Liczy ponad 9,2 tys. mieszkańców (I 2011).